# TI-InterActive
TI-InterActive ist eine kommerzielle Software, die von Texas Instruments vor einigen Jahren entwickelt wurde. Diese Software integriert eine Textverarbeitung mit einem Computer-Algebra-System (Funktionsumfang wie Voyage 200). Auch kann man eine starke Anlehnung an die Philosophie der TI-Graphikrechner erkennen, was sich insbesondere durch den generellen Funktionsumfang und die Menüstruktur ausdrückt. 
Eine Stärke von TI-InterActive ist seine Dokumentenstruktur. Alle in einem Dokument sichtbaren Definitionen wirken sich auf nachfolgende Berechnungen aus. Löscht oder ändert man die Definition einer Funktion oder Variablen, so werden sofort alle nachfolgenden Berechnungen, Graphen oder Tabellen neu berechnet. Auf diese Weise hat man immer ein in sich schlüssiges Dokument. In dieser Hinsicht unterscheidet sich TI-InterActive deutlich von anderen CAS-Systemen wie Derive, MuPad, Maple etc., die diese Konsistenz des Dokuments entweder gar nicht oder nur nach Eingabe eines Neu-Berechnen-Befehls sicherstellen. 
Die Befehlssyntax und Arbeitsweise von TI-Interactive entspricht in etwa derjenigen der CAS-Rechner, TI89 und Voyage 200 von TI. Insofern kann TI-InterActive nicht als Weiterentwicklung von Derive betrachtet werden. 
Wie Derive wird auch TI-InterActive von Texas Instruments seit 2004 nicht weiter gepflegt.
Texas Instruments scheint derzeit alle Kapazitäten in die Weiterentwicklung von TI-Nspire zu investieren. Dieses Programm, das sowohl auf Handhelds, als auch als Software vorhanden ist, bietet ein höheres Maß an Vernetzung von Graphiken, Tabellen und Berechnungen. Das Programm orientiert sich jedoch an der Darstellung des Taschenrechners, was auf dem Computer wenig ansehnlich erscheint. Zudem bietet TI-Nspire nicht die Möglichkeit, Berechnungen und Graphiken in einen Text zu integrieren. 